# Tour de France de 1919
O Tour de France 1919, foi a décima terceira versão da competição realizada entre os dias 29 de junho e 27 de julho de 1919. A competição aconteceu sete meses após a assinatura do Armistício da Grande Guerra.

## História
Foi percorrida a distância de 5.560 km, sendo a prova dividida em 15 etapas. O vencedor alcançou uma velocidade média de 24,054 km/h.
Participaram desta competição 68 ciclistas, chegaram em Paris 10 ciclistas. A largada e a chegada aconteceram no Parc des Princes.
Foi introduzida o Maillot Jaune que identifica o líder da competição. Eugène Christophe (1885-1970) ciclista francês, foi o primeiro corredor a usar a camiseta amarela.

## Resultados

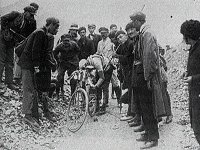
Eugène Christophe
ciclista francês (1885-1970).

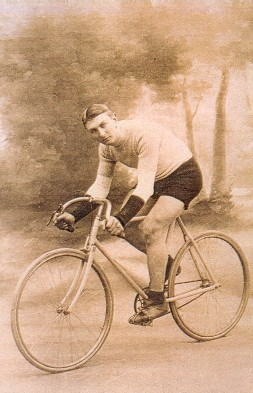
Jean Alavoine
ciclista francês (1888-1943).

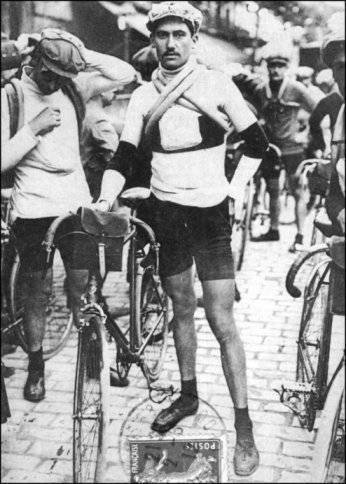
Henri Pélissier
ciclista francês (1889-1935).

### Classificação geral
| Posição | Nome              | País    | Tempo velocidade média  |
| ------- | ----------------- | ------- | ----------------------- |
| 1       | Firmin Lambot     | Bélgica | 231h 7' 15" 24,054 km/h |
| 2       | Jean Alavoine     | França  | 1hr 42' 54"             |
| 3       | Eugène Christophe | França  | 2hr 26' 31"             |
| 4       | Léon Scieur       | Bélgica | 2h 52' 15"              |
| 5       | Honoré Barthélémy | França  | 4h 14' 22"              |
| 6       | Jacques Coomans   | Bélgica | 15h 21' 34"             |
| 7       | Luigi Lucotti     | Itália  | 16h 1' 12"              |
| 8       | Joseph Van Daele  | Bélgica | 18h 23' 2"              |
| 9       | Alfred Steux      | Bélgica | 20h 29' 1"              |
| 10      | Jules Nempon      | França  | 21h 44' 12"             |

### Etapas
| Etapa | Data        | Percurso                     | km  | Vencedor da etapa | Líder classificação geral |
| 1ª    | 29 de junho | Paris - Le Havre             | 388 | Jean Rossius      | Jean Rossius              |
| 2ª    | 1 de julho  | Le Havre - Cherburgo         | 364 | Henri Pélissier   | Henri Pélissier           |
| 3ª    | 3 de julho  | Cherburgo - Brest            | 405 | Francis Pélissier | Henri Pélissier           |
| 4ª    | 5 de julho  | Brest - Les Sables d'Olonne  | 412 | Jean Alavoine     | Eugène Christophe         |
| 5ª    | 7 de julho  | Les Sables d'Olonne - Baiona | 482 | Jean Alavoine     | Eugène Christophe         |
| 6ª    | 9 de julho  | Baiona - Luchon              | 326 | Honoré Barthélémy | Eugène Christophe         |
| 7ª    | 11 de julho | Luchon - Perpignan           | 323 | Jean Alavoine     | Eugène Christophe         |
| 8ª    | 13 de julho | Perpignan - Marselha         | 370 | Jean Alavoine     | Eugène Christophe         |
| 9ª    | 15 de julho | Marselha - Nice              | 338 | Honoré Barthélémy | Eugène Christophe         |
| 10ª   | 17 de julho | Nice - Grenoble              | 333 | Honoré Barthélémy | Eugène Christophe         |
| 11ª   | 19 de julho | Grenoble - Genebra           | 325 | Honoré Barthélémy | Eugène Christophe         |
| 12ª   | 21 de julho | Genebra - Estrasburgo        | 371 | Luigi Lucotti     | Eugène Christophe         |
| 13ª   | 23 de julho | Estrasburgo - Metz           | 315 | Luigi Lucotti     | Eugène Christophe         |
| 14ª   | 25 de julho | Metz - Dunkerque             | 468 | Firmin Lambot     | Firmin Lambot             |
| 15ª   | 27 de julho | Dunkerque - Paris            | 340 | Jean Alavoine     | Firmin Lambot             |

CR = Contra-relógio individual
CRE = Contra-relógio por equipes.